# 적산선원

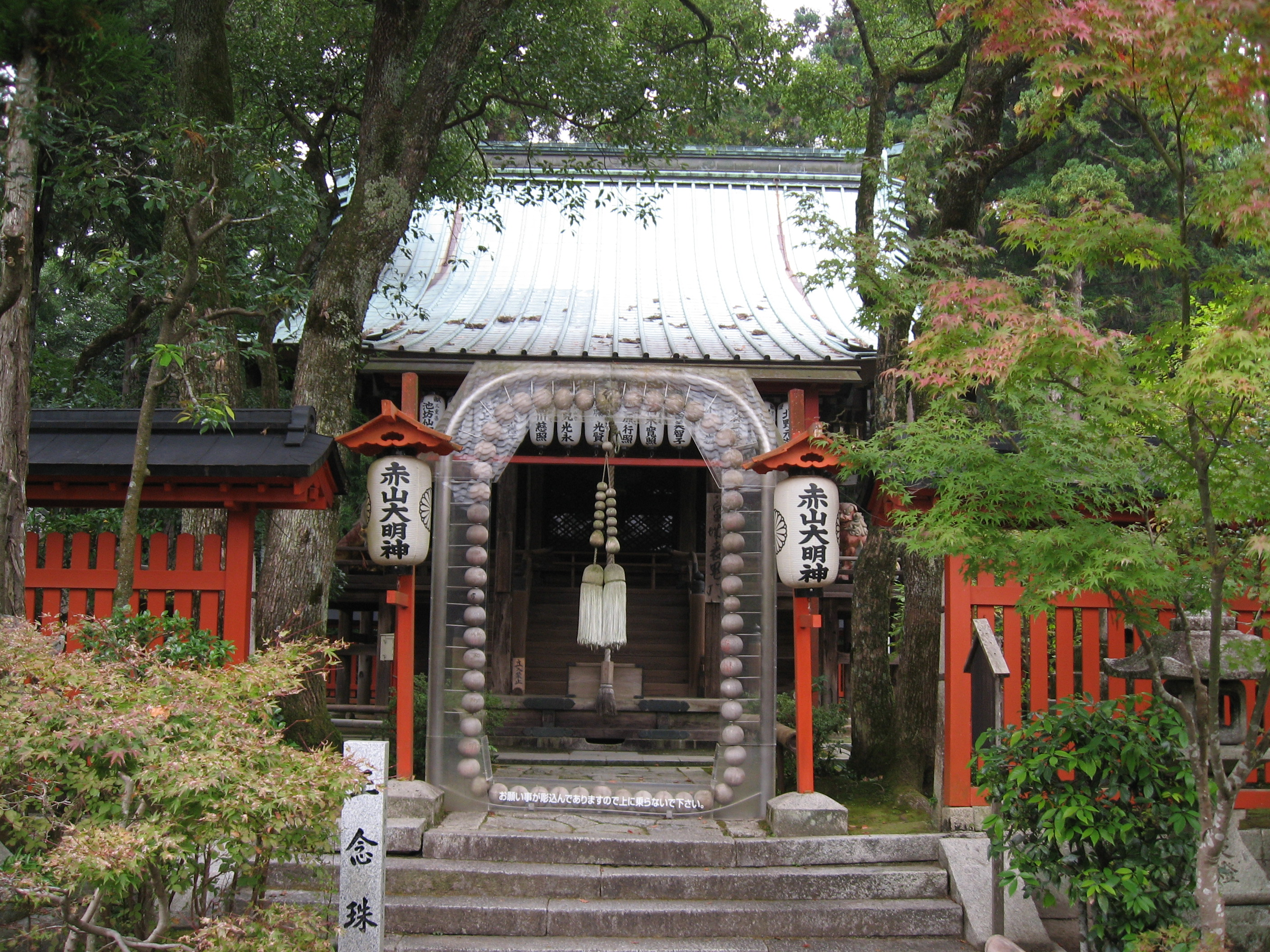

적산선원(일본어: 赤山禪院)은 교토시(京都市) 사쿄구(左京區) 슈가쿠인(修學院)에 있는 천태종(天台宗) 사원이다.
닌나(仁和) 4년(888년), 엔랴쿠지(延曆寺)의 승려이자 당나라를 유학하고 온 고승 엔닌(円仁)이 엔랴쿠지의 별원(別院)으로서 교토의 북쪽 히에이 산(比叡山)에 세운 작은 선원(禪院)이다. 히에이 산에 작은 규모로 세워져 있으며, 적산선원이라는 이름은 등주(登州)에서 머무를 때 적산법화원(赤山法華院)에서 신세를 많이 진 엔닌의 발원이 담긴 명칭이다. 엔닌 생전에 처음 건립을 발원하였으나 완성을 보지 못하고, 그의 유언을 이어 제자 안에(安慧)가 완성하였다.
본존(本尊)은 태산부군(泰山府君)으로 현지에서는 적산대명신(赤山大明神)이라 불리는데 안에가 권청한 것이다. 황궁인 교토고쇼(京都御所)에서 보면 표귀문(表鬼門)인 방각(方角) 즉 동북쪽에 해당하며, 방위의 신으로서 고대 신앙의 중심지였다. 배전(拝殿)의 지붕 위에는 고쇼의 동북쪽인 사루가가쓰지(猿ヶ辻)의 원숭이와 대응하여, 어폐(御幣)와 방울을 든 원숭이가 안치되어 있다.
일본에는 천일회봉행(千日回峰行)이라고 하여 천일 가운데 백 일 동안 히에이 산에서 기라라자카(雲母坂)로 오르는 「적산고행(赤山苦行)」이라 불리는 고행이 있다. 이것은 적산대명신에게 꽃을 바치기 위하여 매일 히에이 산 산중의 행자들이 가는 길의 배나 되는 산길을 오르내리는 것이다.
현재는 경내의 복록수전(福禄寿殿)이 「도칠복신(都七福神)」의 하나로 꼽히고 있으며, 단풍의 명소로도 유명하다.

## 같이 보기
- 연력사
- 엔닌
- 장보고
- 신라방
- 적산법화원
- 입당구법순례행기